# Gastrotheca testudinea
Gastrotheca testudinea és una espècie de granota de la família Amphignathodontidae. Habita a Bolívia, Equador i el Perú. El seu hàbitat natural inclou boscos baixos i secs i montans tropicals o subtropicals secs. Està amenaçada d'extinció per la pèrdua del seu hàbitat natural.